# Manuel Pablo
Manuel Pablo García Díaz (Bañaderos, Arucas, Gran Canaria, 25 de enero de 1976) es un exfutbolista y entrenador español. Actualmente entrena al Real Club Deportivo de La Coruña Fabril de la Segunda Federación.
Jugaba de lateral derecho. Formado como jugador en la U. D. Las Palmas, pasó la mayor parte de su carrera en el Real Club Deportivo de La Coruña, donde alcanzó sus mayores éxitos, un título de liga en 2000 y la Copa del Rey de 2002, además de dos Supercopas y llegando a ser internacional con España. Se retiró en 2016, pasando al cuerpo técnico del club gallego. Es el segundo jugador con más partidos oficiales disputados en la historia del Real Club Deportivo de La Coruña.

## Biografía
Se incorporó a la cadena de filiales de la U. D. Las Palmas y en la temporada 1994-95 hizo su debut como miembro del equipo de Segunda División B ante el Avilés Industrial el 18 de septiembre de 1994, siendo entrenador el guipuzcoano Marco Antonio Boronat. No tuvo continuidad y no llegó a debutar con la Liga Profesional hasta la temporada 1996-97, mientras esta militaba en la Segunda División española con Ángel Cappa como entrenador.
En el año 1998 fue traspasado al Deportivo de La Coruña. Dicho traspaso se realiza unido al de su compañero "Turu" Flores, estimándose un valor conjunto de 1000 millones de pesetas (6 millones de euros).
El 15 de noviembre de 1998 debutó en Primera División siendo titular en el enfrentamiento entre el Real Club Deportivo de La Coruña y el Alavés en Riazor. En esa primera temporada disputó un total 14 partidos, aunque ya en la recta final, alcanzó la titularidad que no abandonaría en los 3 años siguientes.
Entre la temporada 1999-00 (en la que ganó el título de La Liga) y la siguiente, acumuló alrededor de 100 partidos oficiales entre Liga, Copa del Rey, UEFA y Champions, convirtiéndose en un referente de la defensa del "Depor" y debutando con la Selección Española el 16 de agosto de 2000 en Hannover contra Alemania con resultado de 4 a 1 a favor de los alemanes.
Su rápida progresión, que lo hacía uno de los fijos en las convocatorias de José Antonio Camacho, se vio cortada de repente por la gravísima lesión que sufrió el 30 de septiembre de 2001. La doble rotura de la tibia lo apartó durante meses del terreno de juego y le impidió acudir al mundial de Japón y Corea.
Un año más tarde, el 6 de junio de 2002, volvió a la liga ante el Racing, si bien las consecuencias de la lesión sólo le permitieron disputar un total de 28 partidos de liga en las temporadas 2002-03 y 2003-04.
No es hasta la temporada 2004-05 cuando recupera la titularidad en la defensa del Deportivo de la mano del entrenador Jabo Irureta, que sería ratificada por su sustituto, Joaquín Caparrós, al año siguiente. Sin embargo en la temporada 2006-07 no obtiene la misma confianza del técnico y sólo juega en 15 partidos, llegando a rumorearse su salida del club en el mercado de diciembre.[cita requerida]
En la temporada 2007-08 afrontó su 10.º año consecutivo en primera como capitán de la plantilla y retomando su papel protagonista en el club. En 2009 renovó su contrato por 2 años más. En 2011, pocos días antes del decisivo partido del que dependía la permanencia del Deportivo en Primera División, compareció ante la prensa junto al presidente del club Augusto César Lendoiro para anunciar la renovación de su contrato por dos años más.
En el año 2012 Manuel Pablo renovó por 5 años más con la entidad blanquiazul, el primero de los cuales como jugador y los cuatro restantes pasando a formar parte de la estructura técnica del club. Sin embargo, en el verano de 2014, primer año en el que por contrato debería pasar a formar parte del organigrama del club, el Deportivo anunció que Manuel Pablo seguiría un año más formando parte de la plantilla del primer equipo.
El 27 de octubre de 2014, Manuel Pablo es galardonado con el premio "Jugador Juego Limpio de la Liga Adelante 2013-14" otorgados en la Gala de los Premios LFP 2014.
En julio de 2016, con 40 años se retiró definitivamente del fútbol activo y se incorporó a la dirección deportiva del Deportivo de La Coruña tras haber disputado 482 encuentros en el cuadro gallego.

### Entrenador
Al retirarse se incorporó al cuerpo técnico de la cadena filial del Depor. En 2021 se hizo cargo del Juvenil División de Honor. En noviembre de 2024 fue designado entrenador del Real Club Deportivo Fabril, primer filial del Depor, en Segunda Federación.

## Selección nacional
Su debut como internacional de la absoluta, se produjo con 24 años, el 16 de agosto de 2000 en Hannover, en un amistoso en el que España cayó derrotada por 4–1 ante Alemania.

## Clubes
Actualizado al último partido jugado el 14 de mayo de 2016.
| Club                                    | Año     | Competición       | Part. | Anotado |   |   |
| --------------------------------------- | ------- | ----------------- | ----- | ------- | - | - |
| Las Palmas Atlético España              | 1995-96 | Tercera División  | -     | -       | - | - |
| Unión Deportiva Las Palmas España       | 1996-97 | Segunda División  | 20    | 1       | 1 | 0 |
| Unión Deportiva Las Palmas España       | 1997-98 | Segunda División  | 36    | 0       | 1 | 0 |
| Unión Deportiva Las Palmas España       | 1997-98 | Promoción ascenso | 2     | 0       | 2 | 0 |
| Real Club Deportivo de La Coruña España | 1998-99 | Primera División  | 14    | 0       | 1 | 0 |
| Real Club Deportivo de La Coruña España | 1999-00 | Primera División  | 37    | 0       | 3 | 0 |
| Real Club Deportivo de La Coruña España | 1999-00 | Copa de la UEFA   | 6     | 0       | 0 | 0 |
| Real Club Deportivo de La Coruña España | 2000-01 | Primera División  | 37    | 1       | 4 | 0 |
| Real Club Deportivo de La Coruña España | 2000-01 | Liga de Campeones | 14    | 0       | 1 | 0 |
| Real Club Deportivo de La Coruña España | 2000-01 | Supercopa         | 2     | 0       | 0 | 0 |
| Real Club Deportivo de La Coruña España | 2001-02 | Primera División  | 5     | 0       | 0 | 0 |
| Real Club Deportivo de La Coruña España | 2001-02 | Liga de Campeones | 2     | 0       | 0 | 0 |
| Real Club Deportivo de La Coruña España | 2002-03 | Primera División  | 10    | 0       | 1 | 0 |
| Real Club Deportivo de La Coruña España | 2002-03 | Liga de Campeones | 1     | 0       | 0 | 0 |
| Real Club Deportivo de La Coruña España | 2003-04 | Primera División  | 18    | 0       | 3 | 0 |
| Real Club Deportivo de La Coruña España | 2003-04 | Liga de Campeones | 8     | 0       | 0 | 0 |
| Real Club Deportivo de La Coruña España | 2004-05 | Primera División  | 30    | 0       | 3 | 0 |
| Real Club Deportivo de La Coruña España | 2004-05 | Liga de Campeones | 6     | 0       | 0 | 0 |
| Real Club Deportivo de La Coruña España | 2005-06 | Primera División  | 31    | 0       | 7 | 1 |
| Real Club Deportivo de La Coruña España | 2005-06 | Intertoto         | 7     | 0       | 2 | 0 |
| Real Club Deportivo de La Coruña España | 2006-07 | Primera División  | 15    | 0       | 1 | 0 |
| Real Club Deportivo de La Coruña España | 2007-08 | Primera División  | 34    | 0       | 5 | 0 |
| Real Club Deportivo de La Coruña España | 2008-09 | Primera División  | 23    | 0       | 4 | 0 |
| Real Club Deportivo de La Coruña España | 2008-09 | Intertoto         | 2     | 0       | 0 | 0 |
| Real Club Deportivo de La Coruña España | 2008-09 | Liga Europea      | 4     | 0       | 0 | 0 |
| Real Club Deportivo de La Coruña España | 2009-10 | Primera División  | 33    | 0       | 5 | 0 |
| Real Club Deportivo de La Coruña España | 2010-11 | Primera División  | 30    | 0       | 2 | 0 |
| Real Club Deportivo de La Coruña España | 2011-12 | Segunda División  | 8     | 0       | 0 | 0 |
| Real Club Deportivo de La Coruña España | 2012-13 | Primera División  | 24    | 0       | 5 | 1 |
| Real Club Deportivo de La Coruña España | 2013-14 | Segunda División  | 26    | 0       | 2 | 0 |
| Real Club Deportivo de La Coruña España | 2014-15 | Primera División  | 5     | 0       | 1 | 0 |
| Real Club Deportivo de La Coruña España | 2015-16 | Primera División  | 3     | 0       | 0 | 0 |

## Palmarés

### Campeonatos nacionales
| Título           | Club      | Año     |
| ---------------- | --------- | ------- |
| Liga             | Deportivo | 1999-00 |
| Supercopa        | Deportivo | 2000    |
| Copa del Rey     | Deportivo | 2002    |
| Supercopa        | Deportivo | 2002    |
| Segunda División | Deportivo | 2011-12 |

#### Otras distinciones
| Título                                  | Club      | Año     |
| --------------------------------------- | --------- | ------- |
| Subcampeón de la Liga de España         | Deportivo | 2000-01 |
| Subcampeón de la Liga de España         | Deportivo | 2001-02 |
| Tercer clasificado de la Liga de España | Deportivo | 2002-03 |
| Tercer clasificado de la Liga de España | Deportivo | 2003-04 |

### Campeonatos internacionales

#### Otras distinciones
| Título                                  | Club      | Año     |
| --------------------------------------- | --------- | ------- |
| Cuartofinalista de la Liga de Campeones | Deportivo | 2000-01 |
| Cuartofinalista de la Liga de Campeones | Deportivo | 2001-02 |
| Semifinalista de la Liga de Campeones   | Deportivo | 2003-04 |
| Subcampeón de la Copa Intertoto         | Deportivo | 2004-05 |

### Campeonatos amistosos
| Título                            | Club             | País   | Año                                                                    |
| --------------------------------- | ---------------- | ------ | ---------------------------------------------------------------------- |
| Torneo de San Ginés               | U. D. Las Palmas | España | 1996                                                                   |
| Trofeo Teresa Herrera (12)        | Deportivo        | España | 1998, 2000, 2001, 2002, 2003, 2004, 2005, 2006, 2007, 2008, 2012, 2014 |
| Trofeo Juan Acuña (6)             | Deportivo        | España | 1999, 2000, 2001, 2002, 2005, 2006                                     |
| Trofeo Concepción Arenal (3)      | Deportivo        | España | 2002, 2003, 2011                                                       |
| Trofeo Luis Otero (3)             | Deportivo        | España | 2001, 2002, 2009                                                       |
| Trofeo Ibérico (2)                | Deportivo        | España | 1999, 2000                                                             |
| Trofeo Emma Cuervo (1)            | Deportivo        | España | 1999                                                                   |
| Trofeo Ramón de Carranza (1)      | Deportivo        | España | 1998                                                                   |
| Trofeo Joma (1)                   | Deportivo        | España | 2004                                                                   |
| Trofeo Festa d'Elx (1)            | Deportivo        | España | 2004                                                                   |
| Trofeo Britango (1)               | Deportivo        | España | 2010                                                                   |
| Memorial Jesús García Calvo (1)   | Deportivo        | España | 2011                                                                   |
| Trofeo Vila de As Pontes (1)      | Deportivo        | España | 2011                                                                   |
| Trofeo Nacional de la Galleta (1) | Deportivo        | España | 2011                                                                   |

## Homenajes
En 2002 se inauguró un campo de fútbol en su localidad natal de Bañaderos denominado en su honor como "Campo de Fútbol Manuel Pablo".